# جیسون بیردزلی
جیسون بیردزلی (انگلیسی: Jason Beardsley؛ زادهٔ ۱۲ ژوئیهٔ ۱۹۸۹) بازیکن فوتبال اهل بریتانیا است.
از باشگاه‌هایی که در آن بازی کرده‌است می‌توان به باشگاه فوتبال دربی کانتی، باشگاه فوتبال ایستوود، باشگاه فوتبال مکلسفیلد تاون، باشگاه فوتبال لینکولن سیتی، باشگاه فوتبال ووستر سیتی، باشگاه فوتبال استافورد رانجرز، و باشگاه فوتبال نوتس کانتی اشاره کرد.